# Wörschachklamm

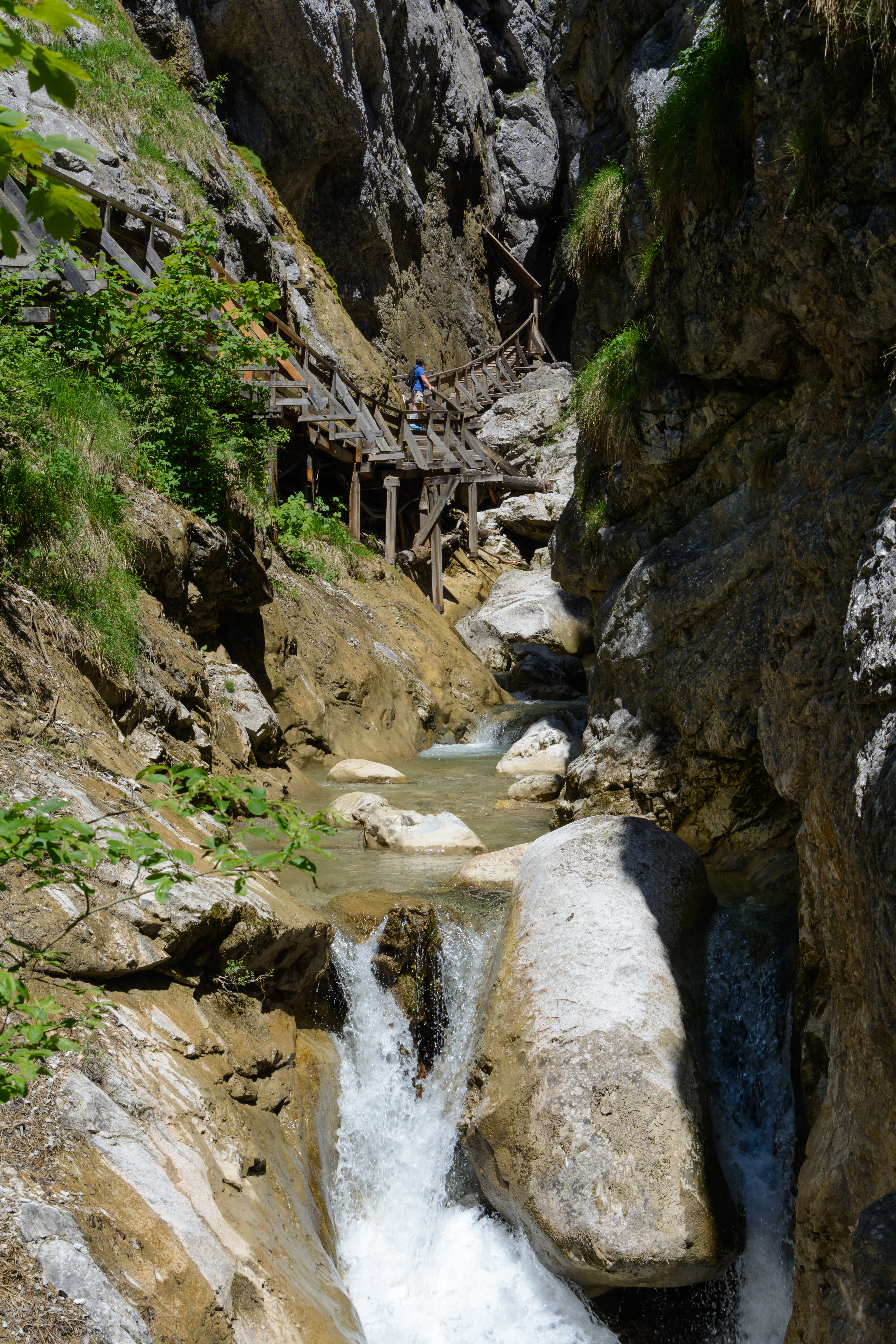
Ein Teilstück der Klamm mit Holzsteg

Die Wörschachklamm ist eine enge Schlucht im Kalkgestein an den Südabfällen des Toten Gebirges im Steirischen Ennstal in der Gemeinde Wörschach im Bezirk Liezen in der Steiermark.

## Lage
Die Wörschachklamm wird vom Wörschachbach durchflossen. Der Eingang (und Anfang des Wanderweges Richtung Wörschachwald) befindet sich westlich unterhalb der Burg Wolkenstein. Der ursprünglich befahrbare Weg durch die Klamm wurde von Gabriel Schally angelegt und im August 1902 der Öffentlichkeit übergeben. Diese Anlage darf als Pionierleistung angesehen werden.

## Infrastruktur
- Hölzerne Stege und Treppen
- Die Holzskulptur Wildromantische Klamm, von Tom O’Mally 2001 erschaffen, findet sich direkt hinter dem Mauthäuschen zur Klamm.[2]
- Ganz in der Nähe befindet sich auch eine Eselranch, auf der nebst einigen Eseln auch ein Lama beheimatet ist.